# Benifato
Benifato község Spanyolországban, Alicante tartományban. Lakosainak száma 144 fő (2024). Benifato Beniardá, Benimantell, Confrides és Sella községekkel határos.

## Népesség
A település lakosságának változását az alábbi diagram mutatja:
| Lakosok száma | 155  | 173  | 175  | 187  | 201  | 168  | 158  | 140  | 135  | 144  |
|               | 2001 | 2004 | 2006 | 2009 | 2011 | 2014 | 2016 | 2019 | 2021 | 2024 |